# 4044 Erikhøg
4044 Erikhøg è un asteroide della fascia principale. Scoperto nel 1977, presenta un'orbita caratterizzata da un semiasse maggiore pari a 3,0387438 UA e da un'eccentricità di 0,0923939, inclinata di 10,68307° rispetto all'eclittica.